# يوناس ياكوبسون
يوناس ياكوبسون (بالسويدية: Jonas Jacobsson)‏ هو لاعب رماية سويدي، ولد في 22 يونيو 1965 في نورشوبينغ في السويد.

## وصلات خارجية
- جوناس جاكوبسون على موقع Paralympic.org (الإنجليزية)
- جوناس جاكوبسون على موقع IPC.InfostradaSports.com (مؤرشف) (الإنجليزية)